# Tortuosität
Die Tortuosität τ (lat. tortuosus „gewunden“) kennzeichnet den Grad der Gewundenheit der Transportwege in den Poren poröser Materialien. Sie wird für die Beschreibung verschiedener physikalischer Transportprozesse verwendet und ist neben der Porosität und der Permeabilität ein Parameter zur Beschreibung der Eigenschaften poröser Materialien.
Die Tortuosität ist durch das Quadrat des Verhältnisses der mittleren effektiven Länge {\displaystyle l_{\mathrm {eff} }} des Transportweges durch eine poröse Schicht zur Dicke {\displaystyle l} der Schicht definiert:
{\displaystyle \tau =\left({\frac {l_{\mathrm {eff} }}{l}}\right)^{2}}
Gelegentlich wird auch das einfache Verhältnis der beiden Längen als Tortuosität bezeichnet.
Eine alternative, physikalisch sinnvollere Definition der Tortuosität erfolgt über den Mittelwert {\displaystyle \theta } der Winkel zwischen der Porenrichtung und der Richtung des Transports in einem Schnitt durch das poröse Medium:
{\displaystyle \tau =\left({\frac {1}{\cos {\theta }}}\right)^{2}}
Aus theoretischen Überlegungen ergeben sich damit für Porenraummodelle mit zylindrischen, nicht verbundenen Poren Werte von 2 oder 3. In natürlichen Porenräumen weichen die Werte davon zum Teil deutlich ab.
Zu den Transportprozessen, für die die Tortuosität verwendet wird, zählen:
- elektrischer Strom (elektrische Tortuosität),
- Strömung von Fluiden (hydraulische Tortuosität),
- Diffusion.

Die Tortuosität eines bestimmten porösen Materials kann für verschiedene Transportprozesse unterschiedlich sein. So ist in einem mit leitfähigem Wasser gefüllten porösem Material die effektive Länge der Stromlinien für elektrischen Strom nicht zwangsläufig genau so groß wie die der Stromlinien für die Strömung des Wassers.
Anwendung findet das Konzept der Tortuosität unter anderem in der Geo- und Petrophysik, wo die Strömung von Wasser und Erdöl durch poröse Gesteinsschichten untersucht wird, und in der Akustik, wo die Tortuosität bei der Charakterisierung der Absorptionswirkung poröser Schallabsorber eine Rolle spielt.